# Crysan Queiroz Barcelos
Crysan da Cruz Queiroz Barcelos, genannt Crysan, (* 7. Juli 1996 in Sud Mennucci, SP) ist ein brasilianischer Fußballspieler. Er ist beidfüßig und wird vorwiegend im Angriff eingesetzt.

## Karriere
Crysan startete seine Laufbahn in den Jugendmannschaften des Grêmio Barueri und Athletico Paranaense. Bei Paranaense schaffte er 2015 auch den Sprung in den Profikader. In der Saison bestritt der Spieler insgesamt 22 Spiele in verschiedenen Wettbewerben im A-Kader. In die Saison 2016 startete Crysan zunächst mit Atlético. Hier bestritt er zwei Spiele in der Primeira Liga do Brasil 2016, sieben in der Staatsmeisterschaft von Paraná und zwei im Copa do Brasil. Danach wechselte er auf Leihbasis zum Oeste FC, bei welchem Crysan in der Série B in 27 Spielen drei Tore erzielte. Sein erster Treffer gelang ihm am 27. August 2016 im Spiel gegen den Paysandu SC in der 77. Minute per Elfmeter.
Am 11. Juli 2017 wurde die Leihe von Crysan durch Cercle Brügge in Belgien bekannt gegeben. Der Vertrag enthält eine Kaufoption, die nach einem Jahr ausgesprochen werden kann. Mit dem Klub tritt er in der Saison 2017/18 in der zweiten belgischen Liga an. Bereits am ersten Spieltag der Saison 2017/18 stand Crysan gegen KVC Westerlo in der Startelf. Sein erstes Ligator erzielte er am 21. Oktober 2017. Nachdem er in der 74. Minute, im Auswärtsspiel gegen Lierse SK, eingewechselt wurde, erzielte Crysan zwei Minuten später das letzte Tor der Partie zum 3:2-Anschluss. Nach Saisonende, in welcher der Klub die Division 1B gewann, zog Cercle die Kaufoption nicht und Crysan kehrte zu Paranaense zurück.
Nachdem Crysan bis August 2018 nur ein Spiel für Paranaense bestritten hatte, wurde er Ende des Monats für ein Jahr an den Al-Batin FC nach Saudi-Arabien ausgeliehen. Sein erstes Pflichtspiel für Al-Batin betritt Crysan am 31. August 2018. Am ersten Spieltag der Saudi Professional League Saison 2018 wurde er im Auswärtsspiel gegen den Al-Faisaly FC nach der Halbzeitpause für João Gabriel eingewechselt. Am dritten Spieltag der Saison erzielte Crysan sein erstes Tor für den Klub. Im Auswärtsspiel gegen al-Hilal stand er in der Startelf und traf in der 49. Minute zum 3:1-Entstand.
Nach Beendigung der Saison ging Crysan wieder nach Brasilien zurück. Es schloss sich für ihn das nächste Leihgeschäft an. Er kam zum Atlético Goianiense in die Série B. Im Januar 2020 wechselte er fest zum Erstligisten CD Santa Clara nach Portugal. Im April 2022 wechselte er in die chinesische Super League zu Shandong Taishan.

## Erfolge
Athletico Paranaense
- Staatsmeisterschaft von Paraná: 2016

Cercle Brügge
- Division 1B: 2017/18